# Нижнє місто (Загреб)
Нижнє місто (хорв. Donji grad вимовляється [ˈdoɲi grad], локально також [ˈdoʎɲi grad]) — міська самоврядна одиниця Загреба, один із 17 міських районів столиці Хорватії. Лежить у центральній частині міста, налічує 37 024 жителів (станом на 2011 рік). Офіційна назва району вживається рідко, оскільки більшість мешканців Загреба називають його «центром», хоча «центр» як такий охоплює і деякі південні частини району Верхнє місто - Медвешчак.

## Галерея

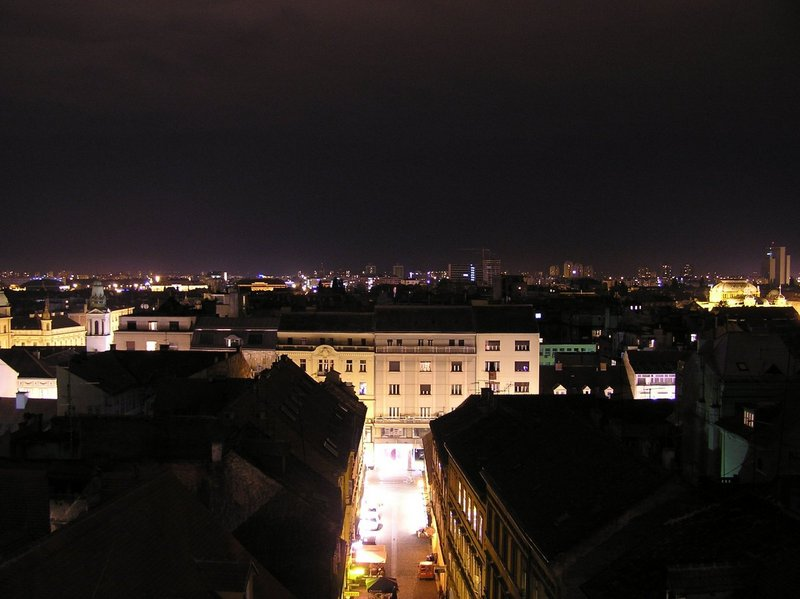
Нічна панорама Нижнього міста
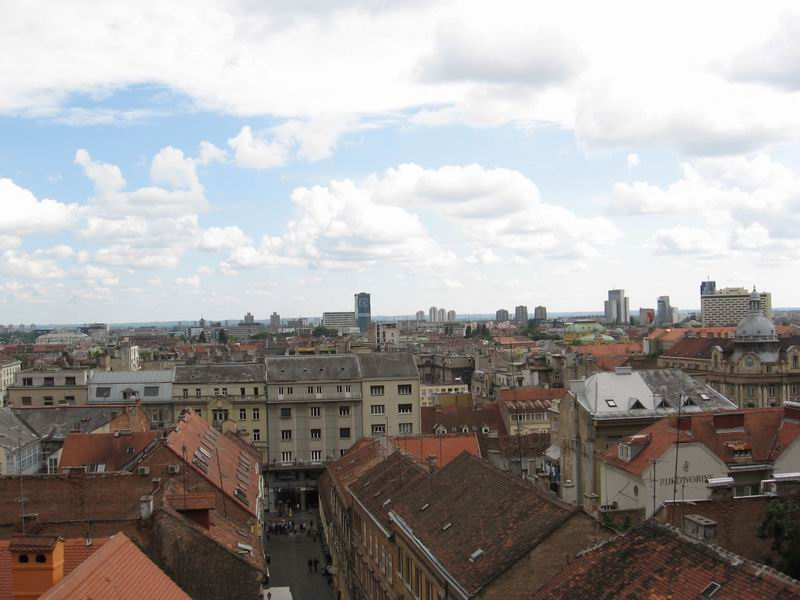
Панорама Нижнього міста
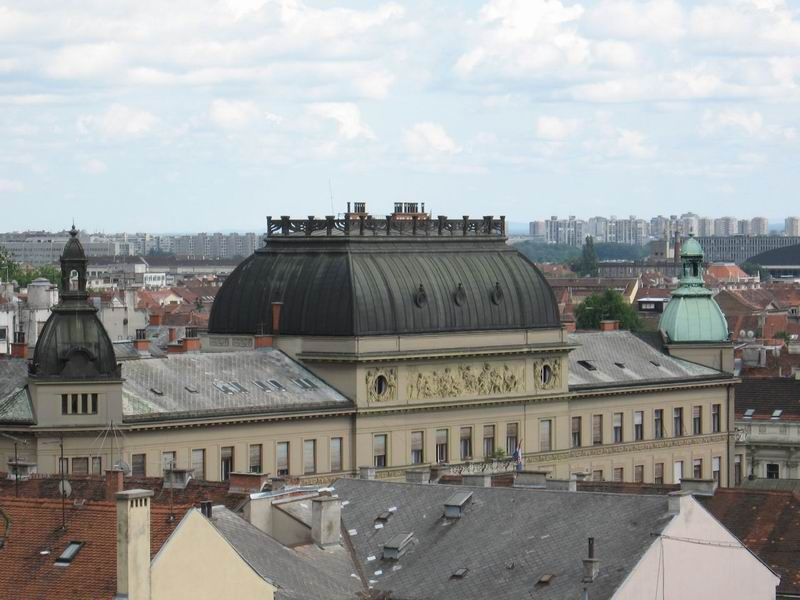
Панорама Нижнього міста
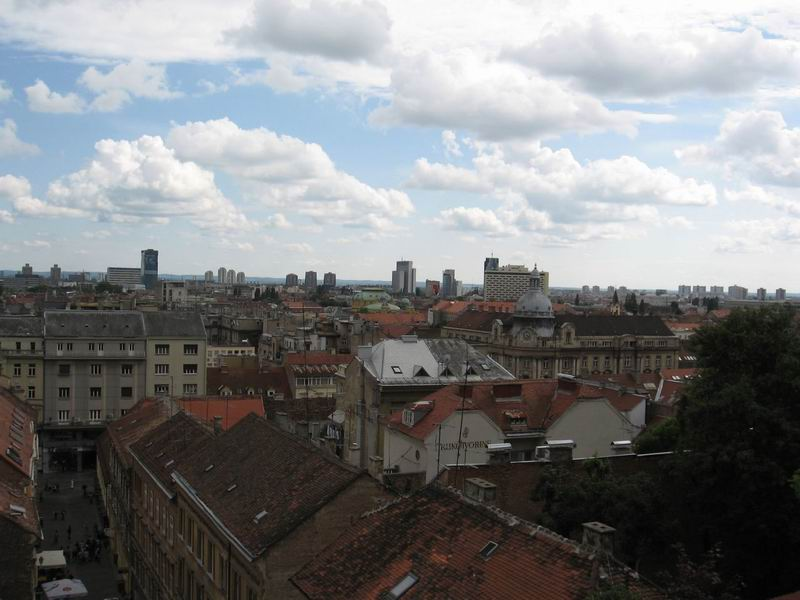
Панорама Нижнього міста
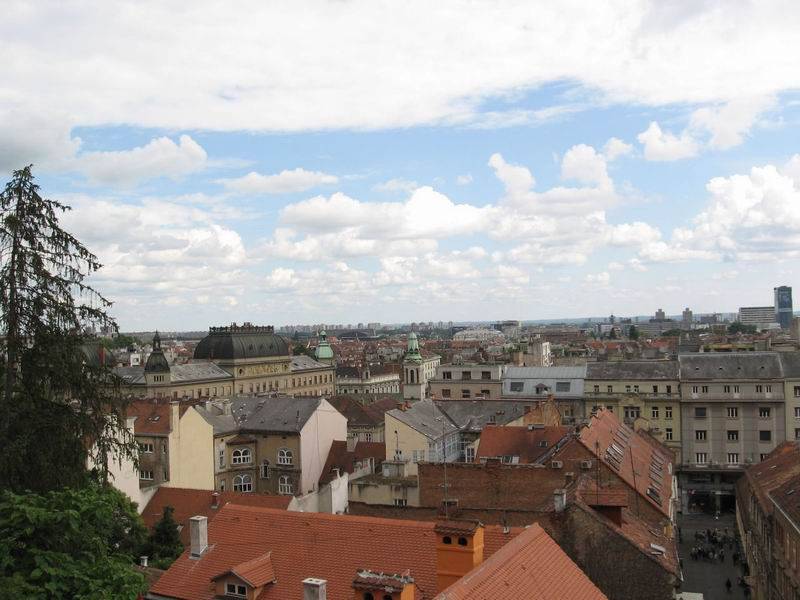
Панорама Нижнього міста
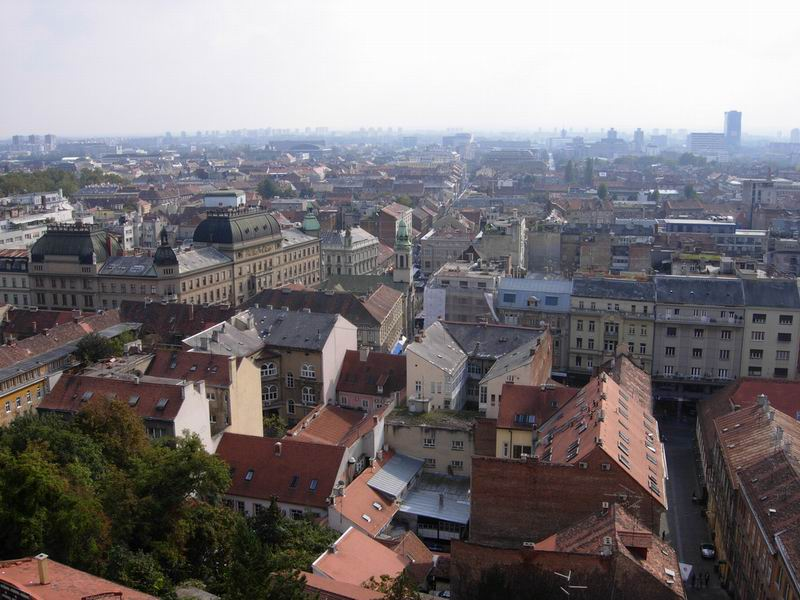
Панорама Нижнього міста